# Aventine
Aventine är det andra studioalbumet av den danska sångerskan och låtskrivaren Agnes Obel. Albumet släpptes den 30 september 2013 av PIAS.  Albumet fick positiva recensioner från musikkritiker.

## Låtlista
1. "Chord Left" - 2:29
2. "Fuel to Fire" - 5:29
3. "Dorian" - 4:48
4. "Aventine" - 4:08
5. "Run Cried the Crawling" - 4:26
6. "Tokka" - 1:30
7. "The Curse" - 5:53
8. "Pass Them By" - 3:31
9. "Words Are Dead" - 3:46
10. "Fivefold" - 1:59
11. "Smoke & Mirrors" - 2:57